# FUBAR (serie televisiva)
FUBAR è una serie televisiva statunitense ideata da Nick Santora e prodotta da Skydance Television e Blackjack Films per la piattaforma di streaming Netflix nel 2023. Si tratta di una commedia spionistica con protagonista Arnold Schwarzenegger. Il 18 giugno dello stesso anno, la serie è stata rinnovata per una seconda stagione.

## Trama
Luke Brunner e la figlia Emma sono entrambi agenti della CIA, senza sapere l'uno dell'altra. Durante la festa di pensionamento di Luke, gli viene chiesto un ultimo intervento per salvare un agente in pericolo in Guyana. L'agente si è infiltrato nell'organizzazione di un pericoloso criminale, Boro Polonia, che Luke conosce bene perché, dopo averne ucciso il padre Omar, ha finanziato la sua educazione nella speranza che il ragazzo crescesse in modo diverso dal padre. Quando Luke arriva in Guyana scopre che l'agente in pericolo è la figlia Emma. Su richiesta della CIA i due dovranno collaborare, fra mille battibecchi e incomprensioni, per fermare Boro Polonia.

## Episodi
| Stagione         | Episodi | Prima TV USA | Prima TV Italia |
| ---------------- | ------- | ------------ | --------------- |
| Prima stagione   | 8       | 2023         | 2023            |
| Seconda stagione | 8       | 2025         | 2025            |

## Personaggi e interpreti

### Principali
- Luke Brunner (stagione 1-2), interpretato da Arnold Schwarzenegger, doppiato da Alessandro Rossi.
- Emma Brunner (stagione 1-2), interpretata da Monica Barbaro, doppiata da Domitilla D'Amico.
- Barry Putt (stagione 1-2), interpretato da Milan Carter, doppiato da Simone Crisari.
- Boro Polonia (stagione 1), interpretato da Gabriel Luna, doppiato da Riccardo Scarafoni.
- Roo Russell (stagione 1-2), interpretata da Fortune Feimster, doppiata da Angela Brusa.
- Aldon Reese (stagione 1-2), interpretato da Travis Van Winkle, doppiato da Emanuele Ruzza.
- Tally Brunner (stagione 1-2), interpretata da Fabiana Udenio, doppiata da Roberta Greganti.
- Carter Perlmutter (stagione 1-2), interpretato da Jay Baruchel, doppiato da Gabriele Vender.
- Dot Okoye (stagione 1-2), interpretata da Barbara Eve Harris, doppiata da Emanuela Baroni.
- Tina Mukerji (stagione 1-2), interpretata da Aparna Brielle, doppiata da Martina Felli.
- Donnie Luna (stagione 1-2), interpretato da Andy Buckley, doppiato da Sandro Acerbo.
- Theo Chips (stagione 2), interpretato da Guy Burnet, doppiato da Gianfranco Miranda.
- Greta Nelso (stagione 2), interpretata da Carrie-Anne Moss, doppiata da Tiziana Avarista.
- Franklin Reed (stagione 2), interpretato da Enrico Colantoni, doppiato da Massimo De Ambrosis.

### Secondari
- Oscar Brunner (stagione 1-2), interpretato da Devon Bostick, doppiato da Manuel Meli.
- Cain Khan (stagione 1), interpretato da David Chinchilla, doppiato da Daniele Raffaeli.
- Sandy Brunner (stagione 1), interpretata da Stephanie Sy, doppiata da Emanuela D'Amico.
- Louis Pfeffer (stagione 1-2), interpretato da Scott Thompson, doppiato da Mauro Gravina.
- Il Grande Danese (stagione 1-2), interpretato da Adam Pally, doppiato da Gabriele Sabatini.
- Norm Carlson (stagione 1-2), interpretato da Tom Arnold, doppiato da Sergio Lucchetti.

## Produzione
Dopo che si era profilata la possibilità di vedere Arnold Schwarzenegger protagonista di un episodio di Love, Death & Robots per la piattaforma streaming Netflix, nell'agosto 2020 Variety ha annunciato la presenza da protagonista dell'attore in una serie televisiva di spionaggio. Il progetto è nato da un'idea dello sceneggiatore Nick Santora, coinvolto anche come produttore assieme a Schwarzenegger, grazie a un accordo in esclusiva con David Ellison, Dana Goldberg e Bill Bost di Skydance Television. Le audizioni si sono svolte fino al novembre 2020, quando è stata annunciata Monica Barbaro come co-protagonista della serie e la sinossi della trama inerente "un padre e una figlia, entrambi ufficiali della CIA, all'insaputa l'uno dell'altra". Il processo di produzione della serie è stato singolare poiché Skydance TV ha sviluppato internamente il progetto ingaggiando i due protagonisti con dettagli scarsissimi sulla trama e prima ancora di proporlo sul mercato dei servizi streaming. A maggio 2021, dopo una guerra al rialzo nel mercato dello streaming, la serie è stata acquistata da Netflix, che ordina una prima stagione completa di otto episodi. Altri membri del cast vengono annunciati nell'aprile 2022, mentre, a maggio, viene annunciato Phil Abraham come regista e produttore esecutivo dell'episodio pilota e a luglio Adam Pally in un ruolo ricorrente. Durante la fase di produzione la serie ha usato il titolo provvisorio Utap per poi passare a FUBAR.
Le riprese per la prima stagione sono iniziate nell'aprile 2022 ad Anversa, in Belgio, attorno al Grote Markt. Ulteriori riprese si sono svolte a Toronto, dove Schwarzenegger si è riunito con l'ex co-star di True Lies Tom Arnold. Nel settembre 2022, le riprese sono ufficialmente terminate.
FUBAR è stata rinnovata per una seconda stagione il 17 giugno 2023 e, il 13 maggio 2024, Carrie-Anne Moss si unisce al cast. Le riprese per la seconda stagione si sono svolte dal 29 aprile al 30 agosto 2024 a Toronto.

## Distribuzione
La prima stagione è stata pubblicata su Netflix il 25 maggio 2023, la seconda il 12 giugno 2025.

## Accoglienza
Il sito di recensioni Rotten Tomatoes ha riportato un indice di gradimento del 51%, con una valutazione media di 5,4/10 sulla base di 57 recensioni. Il consenso del sito afferma: «con battute deludenti e una storia che prende liberamente in prestito dai precedenti successi della carriera della star Arnold Schwarzenegger, FUBAR è semplicemente accettabile». Metacritic, che utilizza una media ponderata, ha assegnato invece alla serie un punteggio di 48 su 100 basato su 25 recensioni, indicando un indice di gradimento "misto o medio". La serie è stata la più vista in assoluto nella sua settimana d'uscita, dal 22 al 28 maggio 2023, secondo la classifica di Nielsen.
La seconda stagione ha registrato un indice di gradimento del 50% su Rotten Tomatoes sulla base di 10 recensioni, mentre su Metacritic, ha ottenuto un punteggio medio ponderato di 59 su 100 basato su 6 critici, indicando un riscontro "misto o medio".